# Rune Larsson
Rune Larsson (Suecia, 17 de junio de 1924-17 de septiembre de 2016) fue un atleta sueco, especialista en la prueba de relevo 4 x 400 m en la que llegó a ser medallista de bronce olímpico en 1948.

## Carrera deportiva
En los JJ. OO. de Londres 1948 ganó la medalla de bronce en los relevos de 4 x 400 metros, con un tiempo de 3:16.0 segundos, llegando a meta tras Estados Unidos (oro) y Francia (plata), siendo sus compañeros de equipo Lars-Erik Wolfbrandt, Folke Alnevik y Kurt Lundquist. También ganó la medalla de bronce en los 400 m vallas, con un tiempo de 52.2 segundos, siendo superado por el estadounidense Roy Cochran y Duncan White de Ceilán (país posteriormente llamado Sri Lanka).